# Santa Elena de Jamuz
Santa Elena de Jamuz là một đô thị trong tỉnh León, Castile và León, Tây Ban Nha. Theo điều tra dân số 2004 (INE), đô thị này có dân số là 1.315 người.